# Uczelnie w Kairze
Kair od dawna jest centrum edukacyjnym nie tylko dla Egiptu, ale też dla regionu i regionu (Bliski Wschód, Afryka Północna). Kair jest też głównym ośrodkiem dla wielu urzędów regulujących egipski system edukacyjny, ma również największą liczbę szkół i instytucji szkolnictwa wyższego wśród innych miast i muhafaz Egiptu. 
Niniejszy artykuł przedstawia listę uniwersytetów i szkół  wyższych w Kairze.

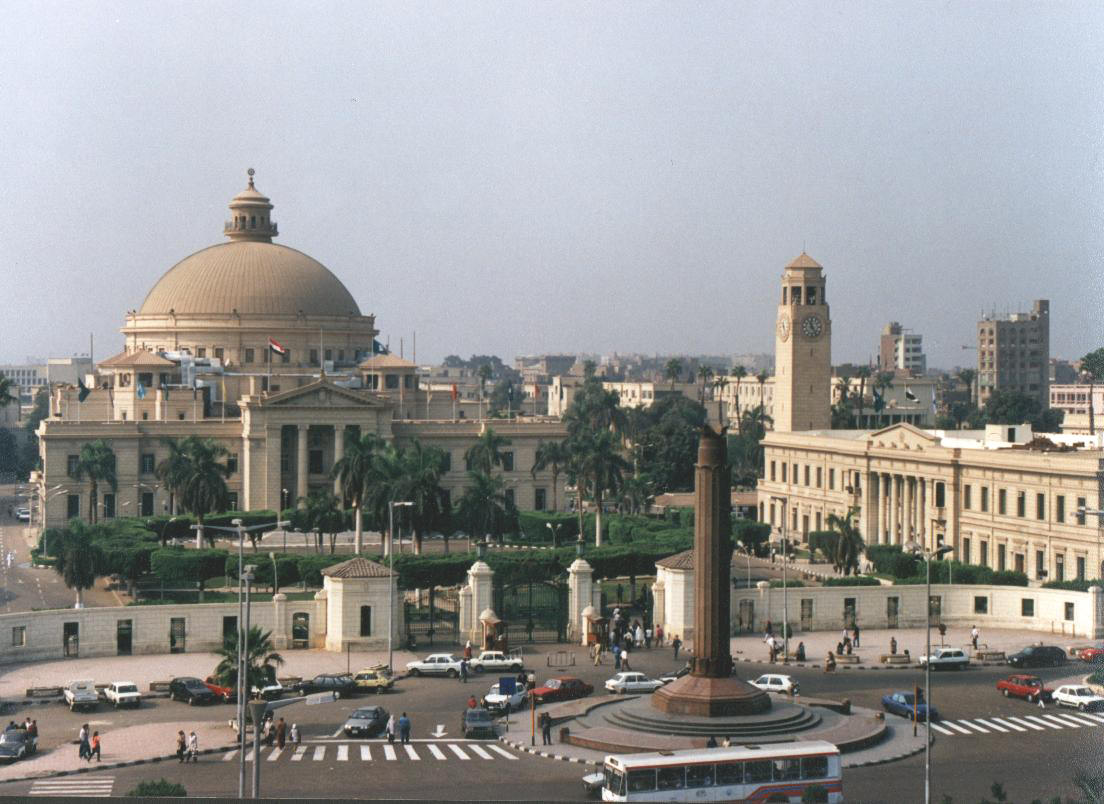
Uniwersytet Kairski

| Uczelnia                                                     | Rok założenia |
| ------------------------------------------------------------ | ------------- |
| Uniwersytet Al Azhar                                         | 975           |
| Uniwersytet Kairski                                          | 1908          |
| Uniwersytet Amerykański w Kairze                             | 1919          |
| Uniwersytet Ajn Szams                                        | 1950          |
| Arab Academy for Science & Technology and Maritime Transport | 1972          |
| Helwan University                                            | 1975          |
| Sadat Academy for Management Sciences                        | 1981          |
| Higher Technological Institute                               | 1989          |
| Modern Academy In Maadi                                      | 1993          |
| Misr International University                                | 1996          |
| Misr University for Science and Technology                   | 1996          |
| Modern Sciences and Arts University                          | 1996          |
| Université Française d'Égypte                                | 2002          |
| German University in Cairo                                   | 2003          |
| Canadian International College                               | 2004          |
| British University in Egypt                                  | 2005          |
| Ahram Canadian University                                    | 2005          |
| Nile University                                              | 2006          |
| Future University in Egypt                                   | 2006          |